# Eisschnelllauf-Sprintweltmeisterschaft 2022

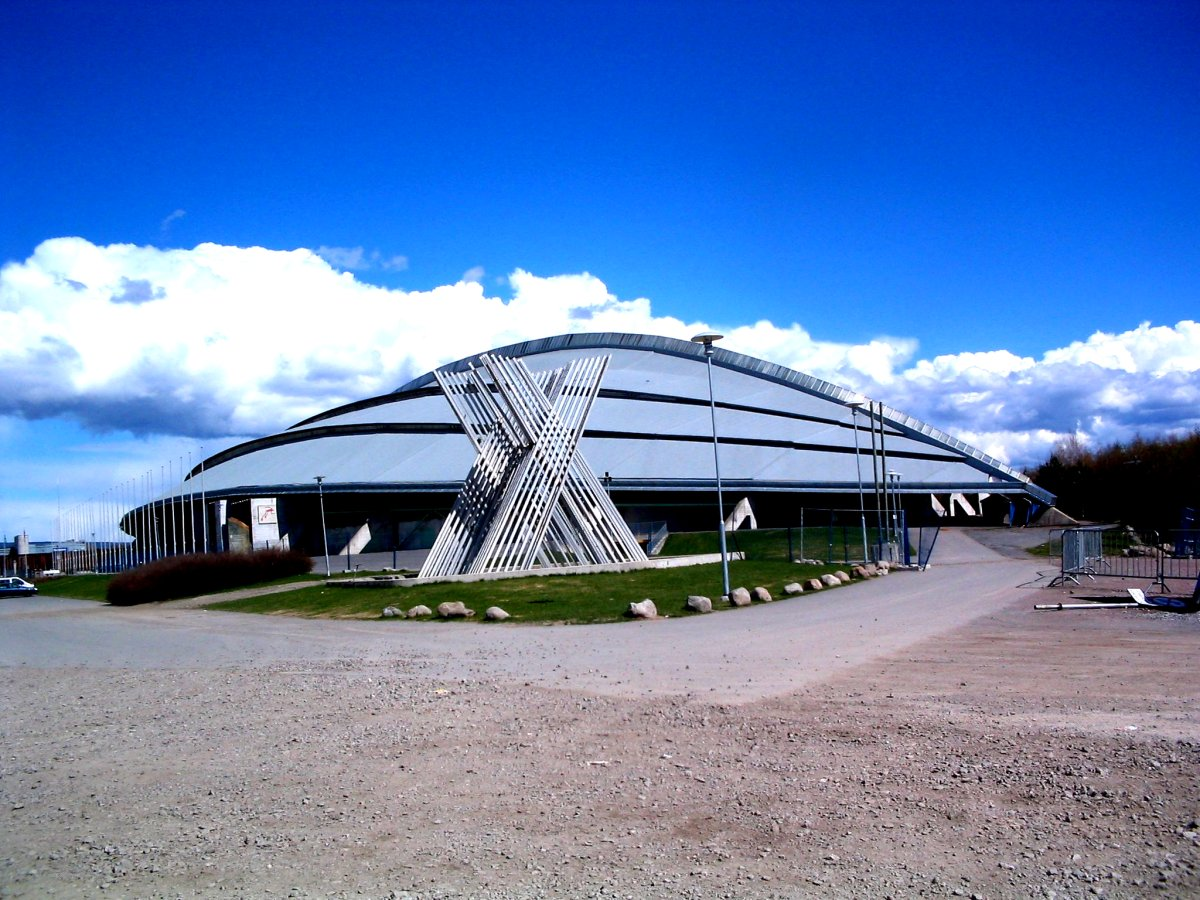
Das Vikingskipet in Hamar war Austragungsort der Weltmeisterschaften 2022.

Die Eisschnelllauf-Sprintweltmeisterschaft 2022 fand vom 3. bis zum 5. März 2022 im Vikingskipet im norwegischen Hamar statt. Medaillen wurden im Sprintmehrkampf sowie im Teamsprint vergeben. Am gleichen Wochenende fand ebenfalls in Hamar die Eisschnelllauf-Mehrkampfweltmeisterschaft 2022 statt.
Jutta Leerdam aus den Niederlanden gewann den Sprintmehrkampf bei den Frauen und holte zusammen mit ihren Teamkolleginnen Femke Kok und Dione Voskamp eine zweite Goldmedaille im Teamsprint. Bei den Männern siegte der Niederländer Thomas Krol im Mehrkampf, während das norwegische Trio Bjørn Magnussen, Henrik Fagerli Rukke und Håvard Holmefjord Lorentzen den Teamsprint für sich entschied.

## Wettbewerbe

### Sprintmehrkampf Frauen
Die Titelverteidigerin und 1000-Meter-Olympiasiegerin Miho Takagi nahm nicht an der Sprint-WM teil und startete stattdessen bei der parallel ausgetragenen Mehrkampf-WM, bei der sie die Silbermedaille gewann. Takagis Trainer Johan de Wit kritisierte die gleichzeitige Ansetzung der Weltmeisterschaften durch die Internationale Eislaufunion, weil er die von ihm betreute Athletin in beiden Wettkämpfen als Favoritin sah. Neben Takagi fehlten bei der Sprint-WM weitere prominente Athletinnen: Die früheren Weltmeisterinnen Brittany Bowe und Nao Kodaira verzichteten ebenso wie die 500-Meter-Olympiasiegerin Erin Jackson auf die Reise nach Hamar. Das russische Team um Olga Fatkulina und Angelina Golikowa wurde wegen des russischen Überfalls auf die Ukraine von der WM-Teilnahme ausgeschlossen.
In Abwesenheit vieler Topathletinnen konzentrierte sich der Wettkampf auf das Duell zwischen den jungen Niederländerinnen Jutta Leerdam und Femke Kok. Kok war in beiden 500-Meter-Rennen die schnellste Läuferin, während Leerdam in beiden 1000-Meter-Rennen die Bestzeiten lief und am Ende den Weltmeistertitel gewann. Der Abstand zwischen beiden Sportlerinnen betrug 0,08 Punkte, während die drittplatzierte Österreicherin Vanessa Herzog bereits mehr als einen Punkt Rückstand hatte. Alle drei Sportlerinnen gewannen ihre jeweils erste Medaille bei Sprintweltmeisterschaften.
| Rang | Name                   | Nation                 | 1. Lauf 500 Meter | 1. Lauf 1.000 Meter | 2. Lauf 500 Meter | 2. Lauf 1.000 Meter | Gesamt- punkte |
| ---- | ---------------------- | ---------------------- | ----------------- | ------------------- | ----------------- | ------------------- | -------------- |
| 01   | Jutta Leerdam          | Niederlande            | 38,11 (5)         | 1:14,88 (1)         | 38,11 (4)         | 1:14,96 (1)         | 151,140        |
| 02   | Femke Kok              | Niederlande            | 37,78 (1)         | 1:15,69 (2)         | 37,93 (1)         | 1:15,33 (2)         | 151,220        |
| 03   | Vanessa Herzog         | Österreich             | 37,93 (2)         | 1:16,42 (4)         | 38,05 (3)         | 1:16,07 (3)         | 152,225        |
| 04   | Andżelika Wójcik       | Polen                  | 37,94 (3)         | 1:16,98 (5)         | 38,00 (2)         | 1:17,81 (9)         | 153,335        |
| 05   | Kimi Goetz             | Vereinigte Staaten     | 38,41 (8)         | 1:15,89 (3)         | 39,10 (11)        | 1:16,12 (4)         | 153,515        |
| 06   | Michelle de Jong       | Niederlande            | 38,27 (6)         | 1:17,95 (10)        | 38,20 (5)         | 1:17,06 (5)         | 153,975        |
| 07   | Rio Yamada             | Japan                  | 39,04 (11)        | 1:17,04 (6)         | 39,27 (13)        | 1:17,35 (7)         | 155,505        |
| 08   | Karolina Bosiek        | Polen                  | 39,28 (16)        | 1:17,61 (8)         | 39,06 (9)         | 1:17,57 (8)         | 155,930        |
| 09   | Ellia Smeding          | Vereinigtes Königreich | 39,27 (15)        | 1:17,78 (9)         | 39,30 (14)        | 1:17,09 (6)         | 156,005        |
| 10   | Martine Ripsrud        | Norwegen               | 38,86 (10)        | 1:18,60 (12)        | 39,06 (9)         | 1:17,97 (10)        | 156,205        |
| 11   | Arisa Tsujimoto        | Japan                  | 38,62 (9)         | 1:19,45 (13)        | 39,00 (8)         | 1:19,09 (12)        | 156,890        |
| 12   | Maddison Pearman       | Kanada                 | 40,08 (17)        | 1:18,10 (11)        | 39,75 (17)        | 1:18,10 (11)        | 157,930        |
| 13   | Maki Tsuji             | Japan                  | 39,04 (11)        | 1:20,44 (15)        | 39,25 (12)        | 1:20,08 (13)        | 158,550        |
| 14   | Julie Nistad Samsonsen | Norwegen               | 39,17 (13)        | 1:20,23 (14)        | 39,50 (15)        | 1:20,12 (14)        | 158,845        |
| 15   | Brooklyn McDougall     | Kanada                 | 39,19 (14)        | 1:21,59 (16)        | 39,74 (16)        | 1:23,21 (15)        | 161,330        |
| 16   | Kaja Ziomek            | Polen                  | 37,94 (3)         | 1:17,53 (7)         | 38,50 (7)         | DNS                 | 115,205        |
| 17   | Jekaterina Aidowa      | Kasachstan             | 38,40 (7)         | DSQ                 | 38,25 (6)         |                     |                |

### Teamsprint Frauen
Das niederländische Team um die beiden Erstplatzierten des Sprintmehrkampfes Jutta Leerdam und Femke Kok sowie Dione Voskamp gewann den Teamsprint vor dem polnischen Trio. Insgesamt traten drei Teams zum Wettkampf an, die Norwegerinnen komplettierten das Feld und belegten den Bronzerang.
| Rang | Läuferinnen                                         | Nation      | Zeit (min) |
| ---- | --------------------------------------------------- | ----------- | ---------- |
| 01   | Dione Voskamp Jutta Leerdam Femke Kok               | Niederlande | 1:27,42    |
| 02   | Andżelika Wójcik Kaja Ziomek Karolina Bosiek        | Polen       | 1:29,09    |
| 03   | Julie Nistad Samsonsen Martine Ripsrud Marte Furnée | Norwegen    | 1:34,92    |

### Sprintmehrkampf Männer
Die Internationale Eislaufunion nannte in ihrer Vorschau auf die Sprint-WM als Favoriten an erster Stelle den Kanadier Laurent Dubreuil, der bei den Olympischen Winterspielen wenige Wochen zuvor die Plätze vier und zwei über 500 und 1000 Meter belegt hatte. Zu seinen Konkurrenten zählten mit Tatsuya Shinhama, Kai Verbij und Håvard Holmefjord Lorentzen drei Sportler, die bereits den Sprint-Weltmeistertitel gewonnen hatten.
Nach dem ersten Tag führte Dubreuil mit der schnellsten Zeit im ersten 500-Meter-Rennen und der drittbesten Zeit im ersten 1000-Meter-Rennen das Klassement vor dem 1000-Meter-Olympiasieger Thomas Krol an. Am Morgen des zweiten Wettkampftages wurde Dubreuil positiv auf COVID-19 getestet und stieg aus dem Wettbewerb aus. Krol übernahm die Spitze der Gesamtwertung, die er im zweiten 500-Meter-Rennen zwischenzeitlich an seinen niederländischen Landsmann Kai Verbij verlor, im abschließenden 1000-Meter-Rennen aber erneut zurückholte. Krol gewann damit seinen ersten Sprint-Weltmeistertitel und sprach nach dem Wettkampf von „gemischten Gefühlen“: Er wolle nicht zu euphorisch feiern, weil Dubreuil am Vortag seine Stärke gezeigt habe und ihm der erzwungene Rückzug des Kanadiers Leid tue. Die Bronzemedaille hinter Krol und Verbij gewann Håvard Holmefjord Lorentzen.
| Rang | Name                        | Nation             | 1. Lauf 500 Meter | 1. Lauf 1.000 Meter | 2. Lauf 500 Meter | 2. Lauf 1.000 Meter | Gesamt- punkte |
| ---- | --------------------------- | ------------------ | ----------------- | ------------------- | ----------------- | ------------------- | -------------- |
| 01   | Thomas Krol                 | Niederlande        | 35,10 (7)         | 1:08,16 (1)         | 35,27 (8)         | 1:08,51 (1)         | 138,705        |
| 02   | Kai Verbij                  | Niederlande        | 34,83 (4)         | 1:08,94 (4)         | 35,07 (6)         | 1:08,92 (3)         | 138,830        |
| 03   | Håvard Holmefjord Lorentzen | Norwegen           | 35,24 (9)         | 1:08,82 (2)         | 35,30 (9)         | 1:08,85 (2)         | 139,375        |
| 04   | Jordan Stolz                | Vereinigte Staaten | 35,06 (6)         | 1:09,52 (5)         | 35,06 (5)         | 1:09,21 (4)         | 139,485        |
| 05   | Tatsuya Shinhama            | Japan              | 34,71 (2)         | 1:10,04 (8)         | 34,88 (2)         | 1:10,31 (13)        | 139,765        |
| 06   | Piotr Michalski             | Polen              | 34,79 (3)         | 1:10,35 (11)        | 34,89 (3)         | 1:10,05 (12)        | 139,880        |
| 07   | Bjørn Magnussen             | Norwegen           | 35,12 (8)         | 1:10,53 (15)        | 34,96 (4)         | 1:09,91 (10)        | 140,300        |
| 08   | David Bosa                  | Italien            | 35,35 (13)        | 1:10,06 (9)         | 35,41 (11)        | 1:09,42 (5)         | 140,500        |
| 09   | Wataru Morishige            | Japan              | 34,89 (5)         | 1:11,96 (20)        | 34,77 (1)         | 1:09,74 (6)         | 140,510        |
| 10   | Tijmen Snel                 | Niederlande        | 35,46 (14)        | 1:09,80 (6)         | 35,44 (12)        | 1:09,88 (9)         | 140,740        |
| 11   | Damian Zurek                | Polen              | 35,29 (12)        | 1:10,37 (12)        | 35,39 (10)        | 1:09,81 (8)         | 140,770        |
| 12   | Henrik Fagerli Rukke        | Norwegen           | 35,49 (15)        | 1:10,13 (10)        | 35,46 (13)        | 1:09,94 (11)        | 140,985        |
| 13   | Nico Ihle                   | Deutschland        | 35,75 (19)        | 1:09,83 (7)         | 35,63 (16)        | 1:09,77 (7)         | 141,180        |
| 14   | Austin Kleba                | Vereinigte Staaten | 35,71 (17)        | 1:10,49 (14)        | 35,56 (15)        | 1:10,58 (14)        | 141,805        |
| 15   | Jeffrey Rosanelli           | Italien            | 35,27 (11)        | 1:11,36 (19)        | 35,24 (7)         | 1:11,46 (18)        | 141,920        |
| 16   | Moritz Klein                | Deutschland        | 35,80 (20)        | 1:10,76 (16)        | 35,50 (14)        | 1:10,62 (15)        | 141,990        |
| 17   | Mirko Giacomo Nenzi         | Italien            | 35,26 (10)        | 1:10,40 (13)        | 35,67 (17)        | 1:11,82 (19)        | 142,040        |
| 18   | Hendrik Dombek              | Deutschland        | 35,74 (18)        | 1:10,98 (17)        | 35,81 (18)        | 1:10,79 (16)        | 142,435        |
| 19   | Denis Kusin                 | Kasachstan         | 36,19 (21)        | 1:11,31 (18)        | 36,02 (20)        | 1:11,32 (17)        | 143,525        |
| 20   | Marek Kania                 | Polen              | 35,66 (16)        | 1:12,85 (21)        | 35,81 (19)        | DNS                 | 107,895        |
| 21   | Laurent Dubreuil            | Kanada             | 34,58 (1)         | 1:08,85 (3)         | DNS               |                     | 69,005         |

### Teamsprint Männer
Das norwegische Trio um Bjørn Magnussen, Henrik Fagerli Rukke und Håvard Holmefjord Lorentzen gewann vor heimischer Kulisse die Goldmedaille im Teamsprint. Die zweit- und drittplatzierten Teams aus Polen und den Niederlanden trennte lediglich eine Hundertstelsekunde.
| Rang | Läuferinnen                                                      | Nation      | Zeit (min) |
| ---- | ---------------------------------------------------------------- | ----------- | ---------- |
| 01   | Bjørn Magnussen Henrik Fagerli Rukke Håvard Holmefjord Lorentzen | Norwegen    | 1:20,01    |
| 02   | Marek Kania Piotr Michalski Damian Żurek                         | Polen       | 1:20,80    |
| 03   | Merijn Scheperkamp Kai Verbij Thomas Krol                        | Niederlande | 1:20,81    |
| 04   | Mirko Giacomo Nenzi Jeffrey Rosanelli David Bosa                 | Italien     | 1:21,10    |
| 05   | Hendrik Dombek Nico Ihle Moritz Klein                            | Deutschland | 1:22,52    |